# Sant’Alberto Magno (Kardinalstitel)
Der Kardinalstitel eines Kardinalpriesters von Sant’Alberto Magno wurde von Papst Franziskus mit der Erhebung der gleichnamigen römischen Pfarrkirche Sant’Alberto Magno zur Titelkirche neu geschaffen.

## Geschichte
Papst Franziskus begründete die Neuschaffung des Titels mit der Notwendigkeit, eine ausreichende Zahl von Titeln für die zunehmende Zahl von Kardinälen zur Verfügung zu haben. Gleichzeitig setzte er mit der Auswahl der Kirche im Bezirk Vigne Nuove im Municipio Roma III die Erweiterung der Titel aus dem „Alten Rom“ in die Peripherie fort.

## Titelinhaber
| Name                       | Land     | Geboren       | Verstorben    | Ernennung     | Ernennung   | Anmerkungen                    |
| Name                       | Land     | Geboren       | Verstorben    | am            | durch Papst | Anmerkungen                    |
| -------------------------- | -------- | ------------- | ------------- | ------------- | ----------- | ------------------------------ |
| Virgílio do Carmo da Silva | Osttimor | 27. Nov. 1967 |               | 27. Aug. 2022 | Franziskus  | Erzbischof von Dili            |
| vakant                     |          |               |               |               |             | 28.10.2020 – 27.08.2022        |
| Anthony Soter Fernandez    | Malaysia | 22. Apr. 1932 | 28. Okt. 2020 | 19. Nov. 2016 | Franziskus  | Alterzbischof von Kuala Lumpur |